# フランシス・ハノン
フランシス・ハノン（Frances Hannon）は、メイクアップアーティストである。2014年の映画『グランド・ブダペスト・ホテル』での貢献により、第87回アカデミー賞メイクアップ&ヘアスタイリング賞をマーク・クーリエと共同で受賞した。

## 受賞とノミネート
| 賞               | 年   | 部門                            | 作品名                       | 結果       |
| ---------------- | ---- | ------------------------------- | ---------------------------- | ---------- |
| アカデミー賞     | 2014 | メイクアップ&ヘアスタイリング賞 | グランド・ブダペスト・ホテル | 受賞       |
| アカデミー賞     | 2024 | メイクアップ&ヘアスタイリング賞 | ウィキッド ふたりの魔女      | ノミネート |
| 英国アカデミー賞 | 2010 | メイクアップ&ヘア賞             | 英国王のスピーチ             | ノミネート |
| 英国アカデミー賞 | 2014 | メイクアップ&ヘア賞             | グランド・ブダペスト・ホテル | 受賞       |